# Уинчестерский собор
Уинчестерский собор — центр Уинчестерской епархии, одна из крупнейших церквей в Европе, самая длинная среди готических. Посвящена Святой Троице, св. Петру, св. Павлу, а до Реформации св. Свитуну, епископу Уинчестерскому. Объект культурного наследия Англии 1-го класса.

## Пренормандская церковь

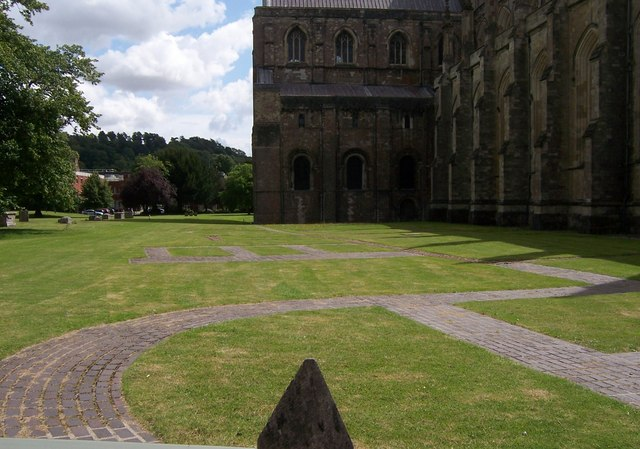
Выложенный плиткой контур старого минстера рядом с Уинчестерским собором

Собор для Уэссекского диоцеза (позднее Уинчестерский) основан в VII веке севернее нынешнего места, первое здание известно под названием «Старый Минстер». Оно просуществовало до 1093 года.
Согласно некоторым источникам, Старый Минстер выстроен к 648 году для короля Уэссекса Кенвала и освящён во имя Петра и Павла, но эти источники поздние и не вызывают доверия. Более вероятно, что церковь построена около 660 года для епископа Уинчестерского Уайна, когда трон епископов западносаксонских вернулся в Дорчестер-на-Темзе, и был образован отдельный Уинчестерский диоцез.
Если не обращать внимания на полулегендарную личность короля Люция, Уэссекс был обращён в христианство в 635 году святым Бирином, который основал епархию в Дорчестере. Его четвёртый преемник, епископ Хедда, перенёс центр епархии в Винчестер, где была церковь, построенная, согласно традиции, Кинегильсом. Как она выглядела, неизвестно, но в поэме о св. Свитуне упоминается башня, вероятно, надвратная, стоявшая отдельно от западной оконечности церкви. Добавил ли к церкви что-то сам Свитун, известный строитель, тоже не известно.
Пережив набеги викингов в 860 и 879 годах, к X веку Старый Минстер стал главной церковью бенедиктинского аббатства св. Свитуна, основанного в 964 году при епископе Этельвольде переводом монахов из Абингдонского аббатства. В 963—984 годах Этельвольд значительно расширил или даже совершенно перестроил церковь. Описание её в Acta Sanctorum не балует подробностями, но можно понять, что у церкви была пятиярусная башня со шпилем и флюгером, боковые нефы, возможно, трансепт, апсида в восточном конце с криптой под нею и дворик перед западным входом. Источник настаивает на том, что здание было большим и сложным, пышно описывает церковный орган. Завершал его епископ Альфедж, вероятно, по плану Этельвольда, освящали его дважды, в 980 и 993 годах, первая дата, относится, вероятно, к постройке минимального объёма, в котором можно проводить службы, а вторая — к завершению строительства. Возможно, Старый Минстер был на тот момент крупнейшей церковью в Европе. Св. Свитун, епископ Уинчестерский, был похоронен сначала подле старого минстера, затем перезахоронен в самой расширенной церкви.
Старый минстер разобран в 1093 году, сразу же после освящения нового здания и переноса в него останков англосаксонских королей и Уинчестерских епископов, и мощей местных святых. Разборка началась 16 июля, и год спустя не осталось ничего, кроме портика и главного алтаря, которые в конце концов тоже разобрали, обнаружив под алтарём части мощей множества святых.
В 1960-х годах на месте Старого Минстера были произведены раскопки, очертания его выложены в виде брусчатой дорожки, обозначена первая могила св. Свитуна, археологические находки экспонируются в местном музее.

### Исторические события
В 973 году король Эдгар Миролюбивый подписал в Уинчестерском соборе Regularis Concordia — документ, ставший основой единообразия английской монашеской жизни, и закрепивший, в частности, практику избрания епископов из монахов, чем Англия отличалась от континентальных стран.
В 1014 году в старом минстере был похоронен старший сын и наследник Этельреда Неразумного Этельстан Этелинг, в 1035 году — король Англии, Дании и Норвегии Кнуд Великий, большой благодетель собора, а в 1042 году его сын, король Англии и Дании Хардекнуд.
В 1043 году в соборе короновался Эдуард Исповедник, а в 1045 он сочетался в старом минстере браком с королевой Эдит.

## История и архитектура

Экстерьер
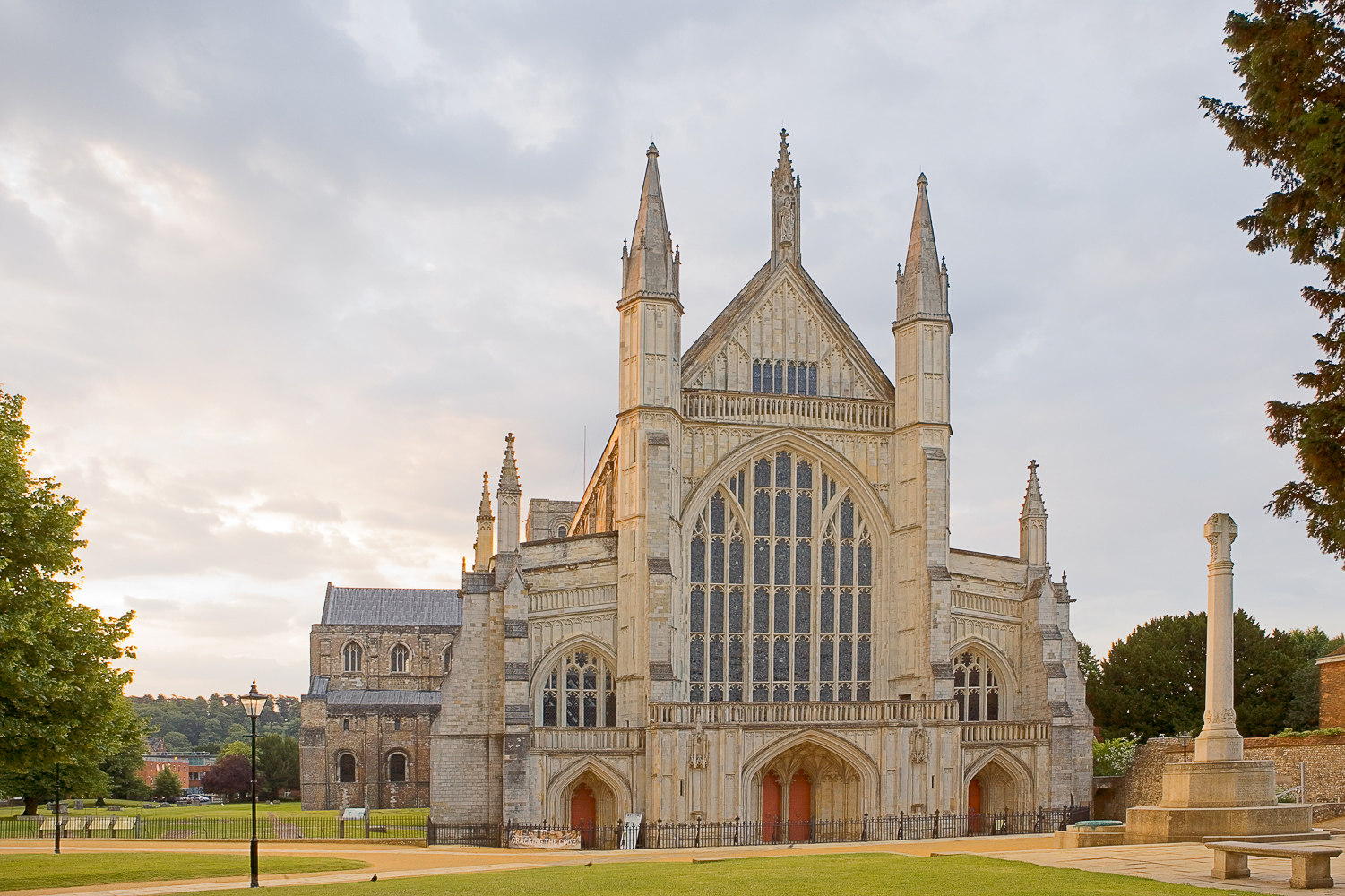
Западный фасад, справа военный мемориал
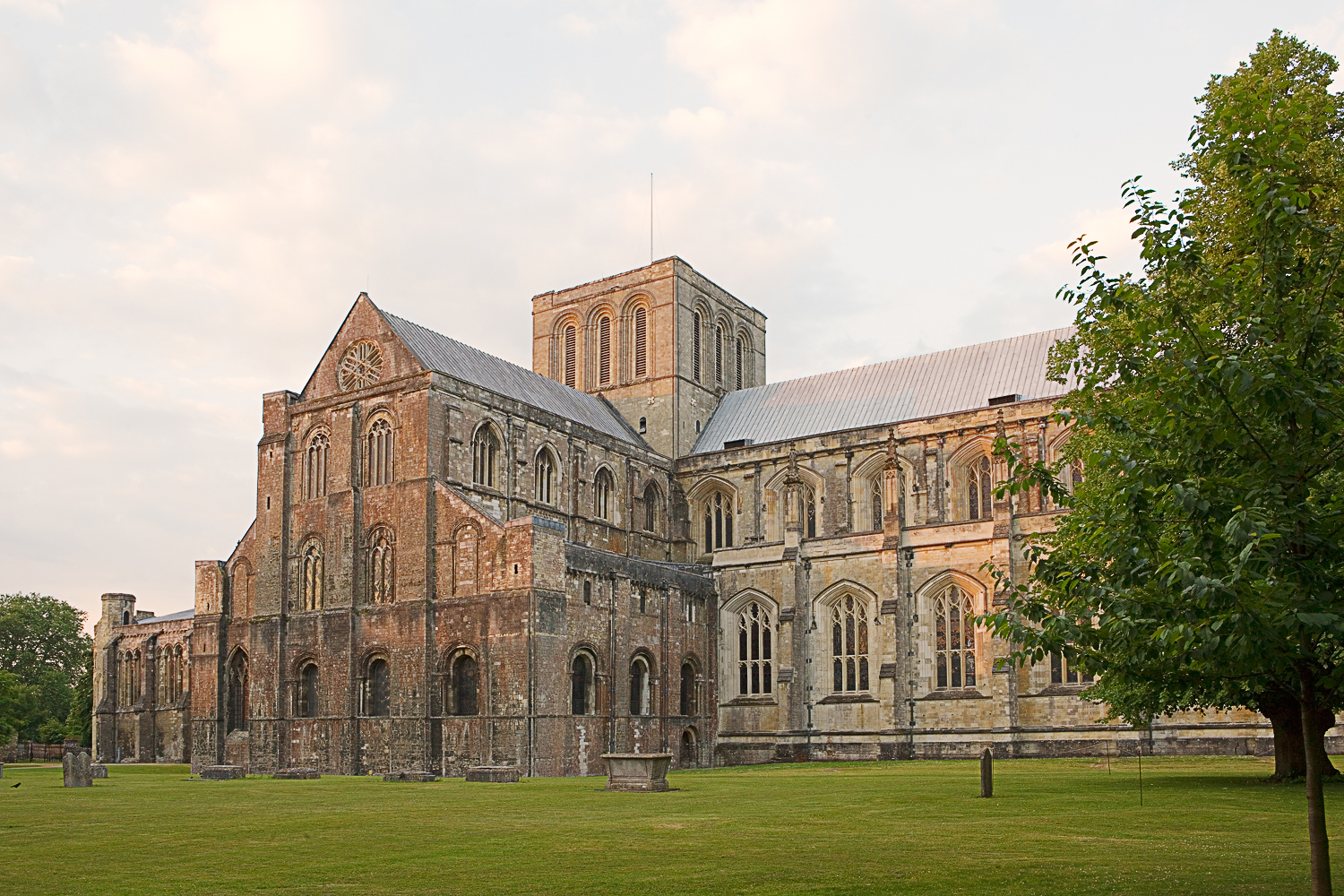
Северный трансепт
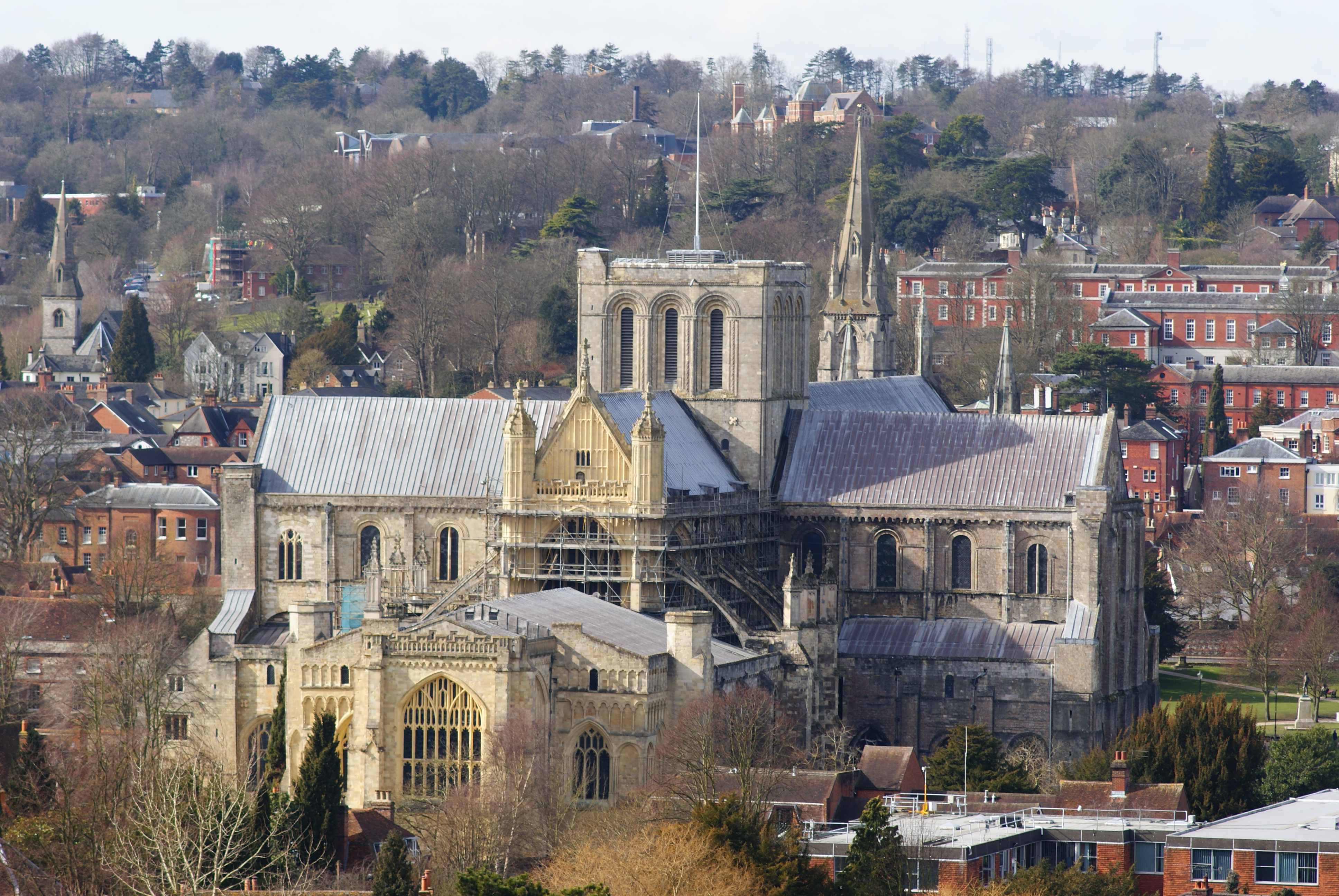
Восточный конец с высоты холма
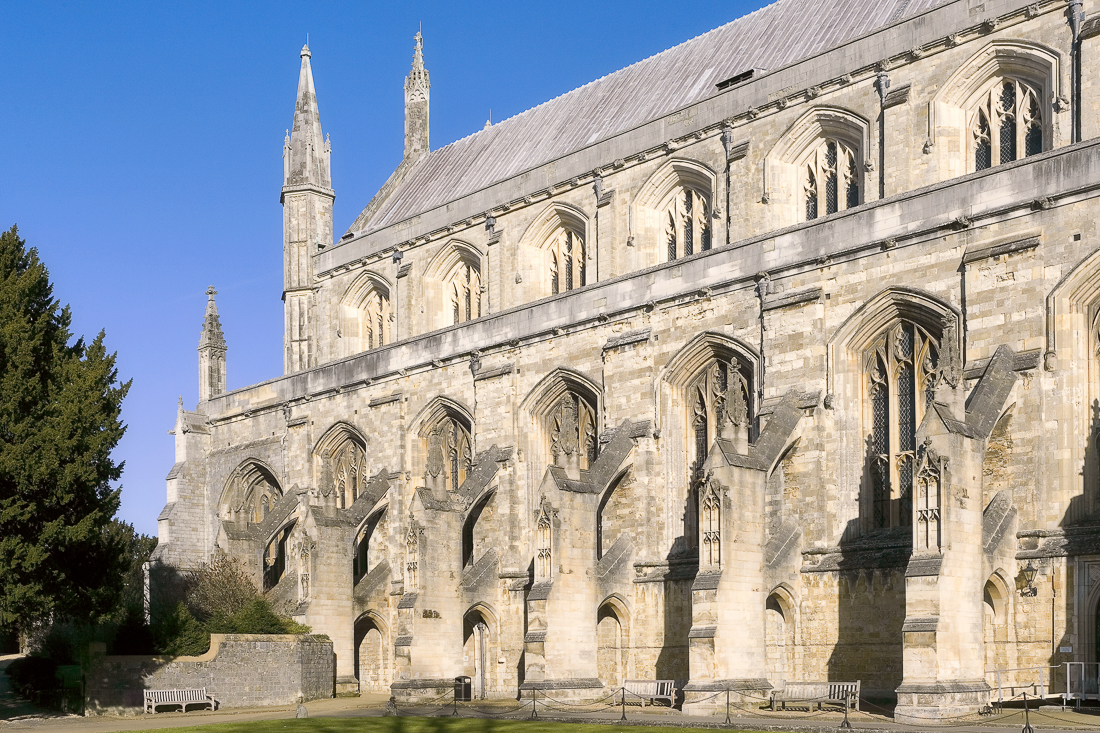
Аркбутаны
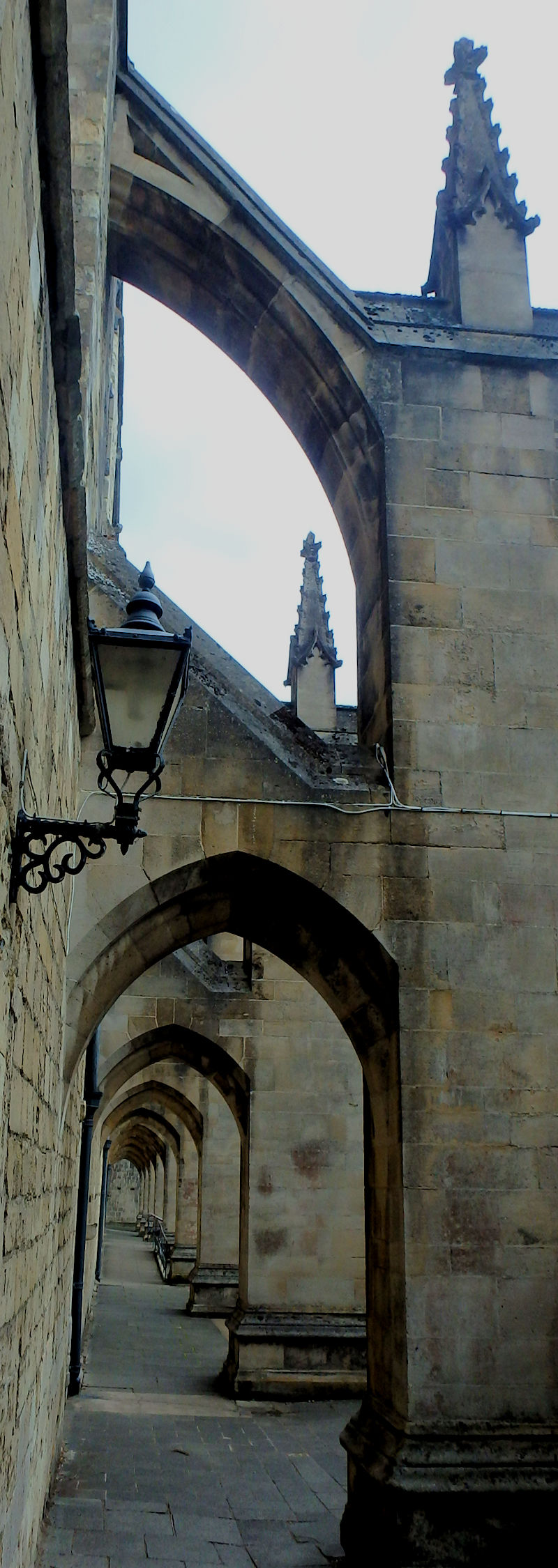
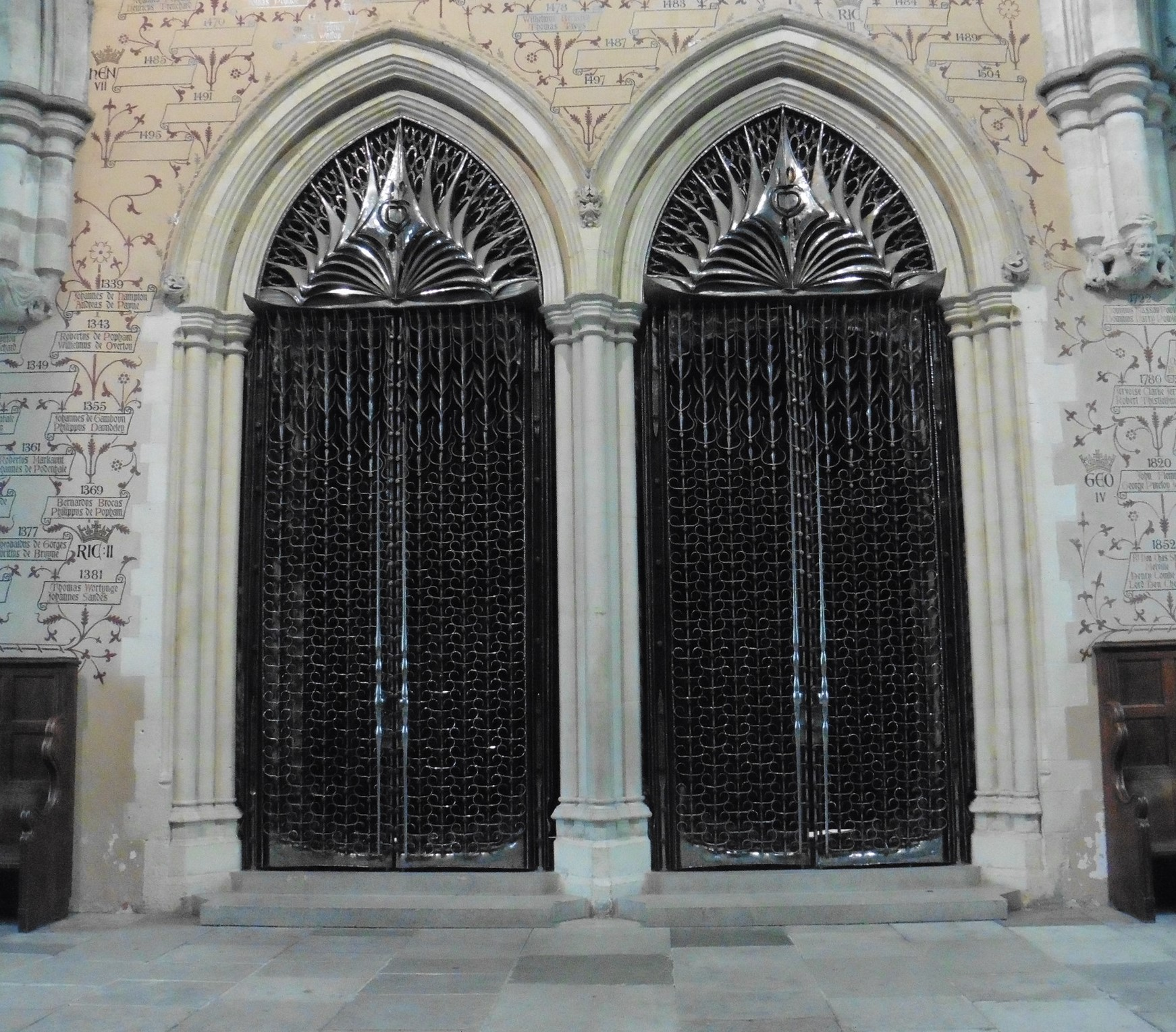
Портал, посвящённый принцу Чарльзу и принцессе Диане

### Нормандский период
Постройку нового собора в стиле нормандской архитектуры начал в 1079 году епископ Уинчестерский Уоклин. Строительные материалы были, главным образом, привозные, из Бинстеда (англ. Binstead) на острове Уайт, где от этих работ сохранилась память в виде топонимов «Каменоломное аббатство», Каменные Земли и Каменоломни. Камень доставляли по остаткам древнеримской дороги на побережье, где перегружали на суда и переправляли через пролив.
Постройку освятили в 1093 году 8 апреля, как пишет Англосаксонская хроника:

в присутствии практически всех епископов и аббатов Англии, монахи с величайшей торжественностью и ликованием перешли из старого минстера в новый: в день св. Свитуна они процессией проследовали из нового минстера в старый, откуда взяли мощи св. Свитуна и с почётом поместили их в новом здании, а на следующий день Уоклин приказал людям разбирать старый минстер.
Оригинальный текст (англ.)in the presence of almost all the bishops and abbots of England, the monks came with the highest exultation and glory from the old minster to the new one: on the Feast of S. Swithun they went in procession from the new minster to the old one and brought thence S. Swithun’s shrine and placed it with honour in the new buildings, and on the following day Walkelin’s men first began to pull down the old minster.

Значительная доля постройки Уоклина (крипта, трансепт и нижняя часть нефа) продолжает существовать по сей день, но оригинальная башня на средокрестии обрушилась ещё в 1107 году, как считали современники, из-за того, что в соборе за семь лет до того похоронили Вильгельма Рыжего, известного распутника. Восстановленная в нормандском стиле, с полуциркульными арками, башня стоит по сей день. Квадратная в плане, со стороной 50 футов (15 м), она возвышается над крышей трансепта лишь на 35 футов (11 м). Общая высота башни 150 футов (46 м).
В 1172 году вместе с женой Маргаритой в Уинчестерском соборе был во второй раз коронован Генрих Молодой Король, а в 1194 году, чтобы снять позор плена, снова коронован Ричард I Львиное Сердце.

### Готический период

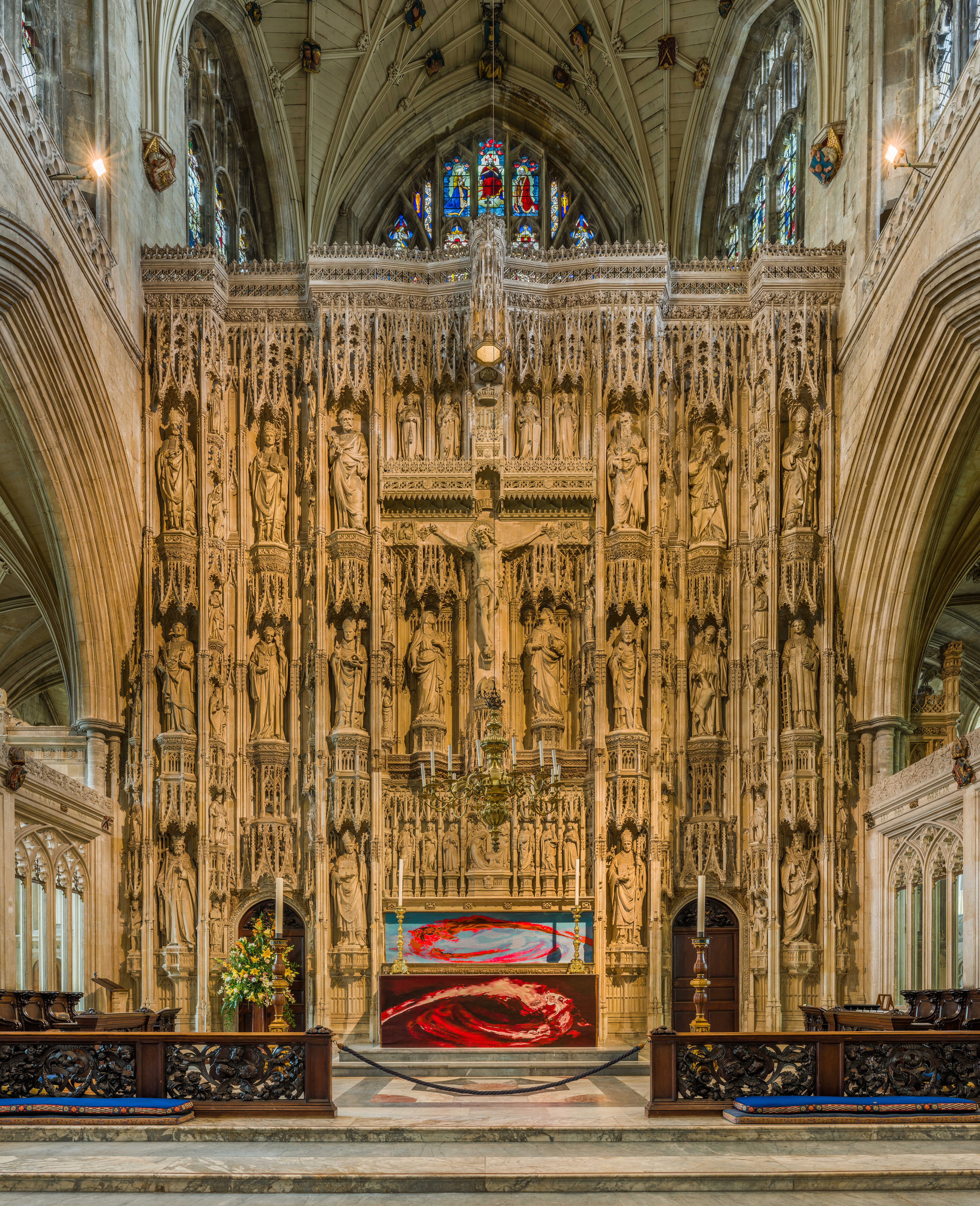
Главный алтарь с каменной преградой

После рукоположения в 1189 году епископа Годфри де Люси (англ. Godfrey de Luci) (†1204) к собору был добавлен ретрохор в стиле раннеанглийской готики. Крупных переделок в соборе не происходило до середины XIV века, когда епископ Эдингтон разобрал несколько секций нефа с западного конца, выстроил новый западный фасад и начал переделку нефа. Следующий епископ Уильям из Уайкхэма облицевал романский неф канским известняком и отделал его в перпендикулярном стиле, разделив стены по высоте на два яруса вместо трёх. Тогда же деревянные потолки заменены каменными сводами.
Следующий за Уайкхэмом епископ Генрих Бофорт (†1447) лишь добавил заупокойную часовню на южной стороне ретрохора. Далее Уильям из Уэйнфлита добавил симметричную часовню с северной стороны. При Питере Куртене и Томасе Лэнгтоне капелла Девы времён де Люси была удлинена, и заменены романские боковые нефы пресвитерия. В 1525 году Ричард Фокс (англ. Richard Foxe) (епископ в 1500—1528) добавил боковые перегородки и деревянный свод в пресвитерии. Со всеми пристройками западная сторона церкви теперь на 110 футов (34 м) длиннее, чем при Уоклине.
В 1403 году в соборе состоялась свадьба Генриха IV и Жанны Наваррской.

### Роспуск монастырей
Генрих VIII, провозгласив себя главой английской церкви, захватил всё церковное имущество и распустил монастыри, в том числе бенедиктинскую обитель св. Свитуна в 1539 году, настоятелем нового соборного капитула стал бывший приор монастыря Уильям Басинг (англ. William Kingsmill (priest)) (†1549). Монастырские постройки, в том числе капитулярную залу и клуатр, разобрали в 1560—1580 годах при епископе Роберте Хорне (англ. Robert Horne (bishop)) (†1579).
В 1554 году на второй день после знакомства в Уинчестерском соборе сочетались браком Мария Кровавая и Филипп II Испанский.

### XVII—XIX века

Интерьер
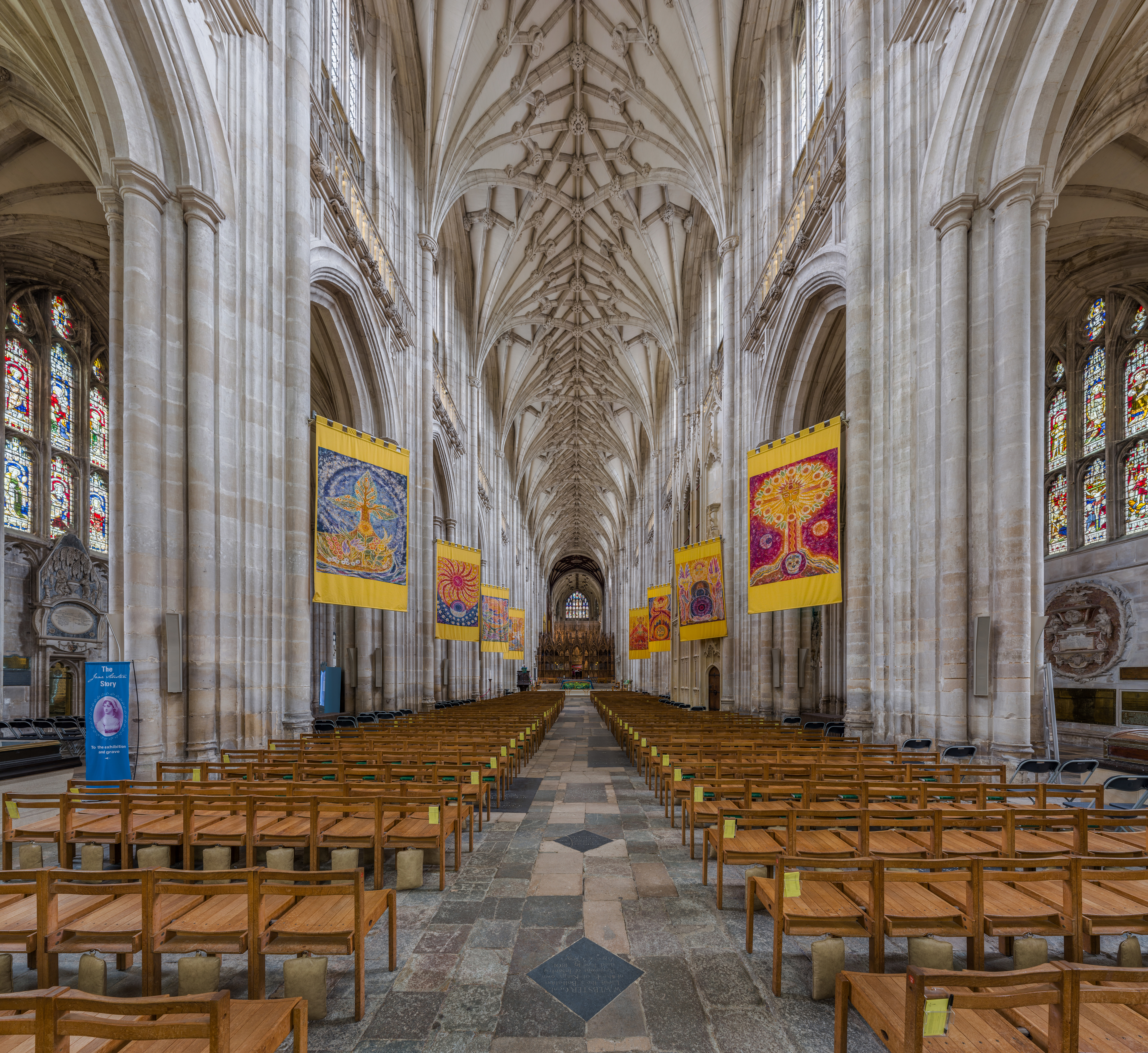
Неф, вид в сторону хоров
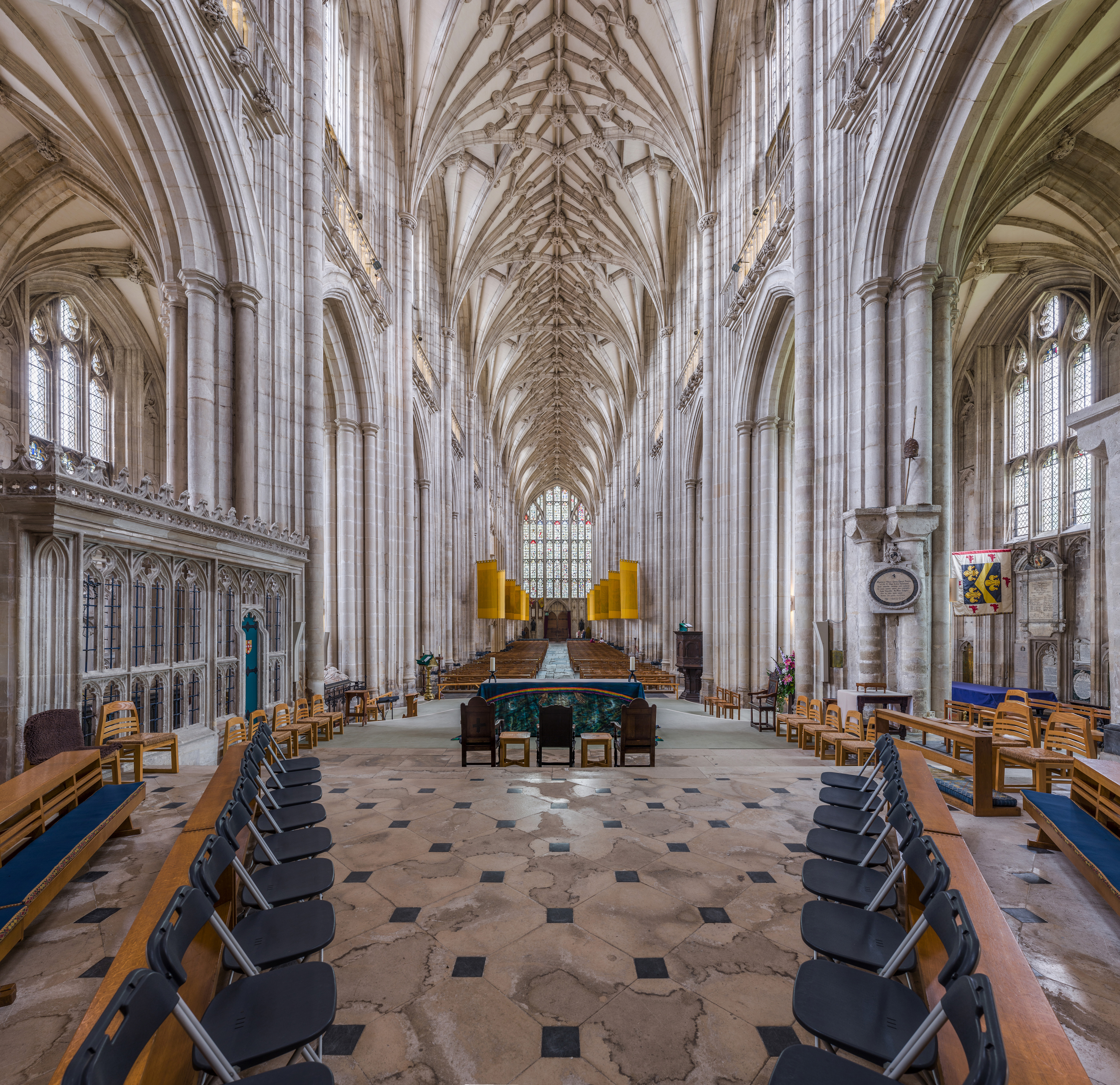
Неф, вид в сторону западного окна
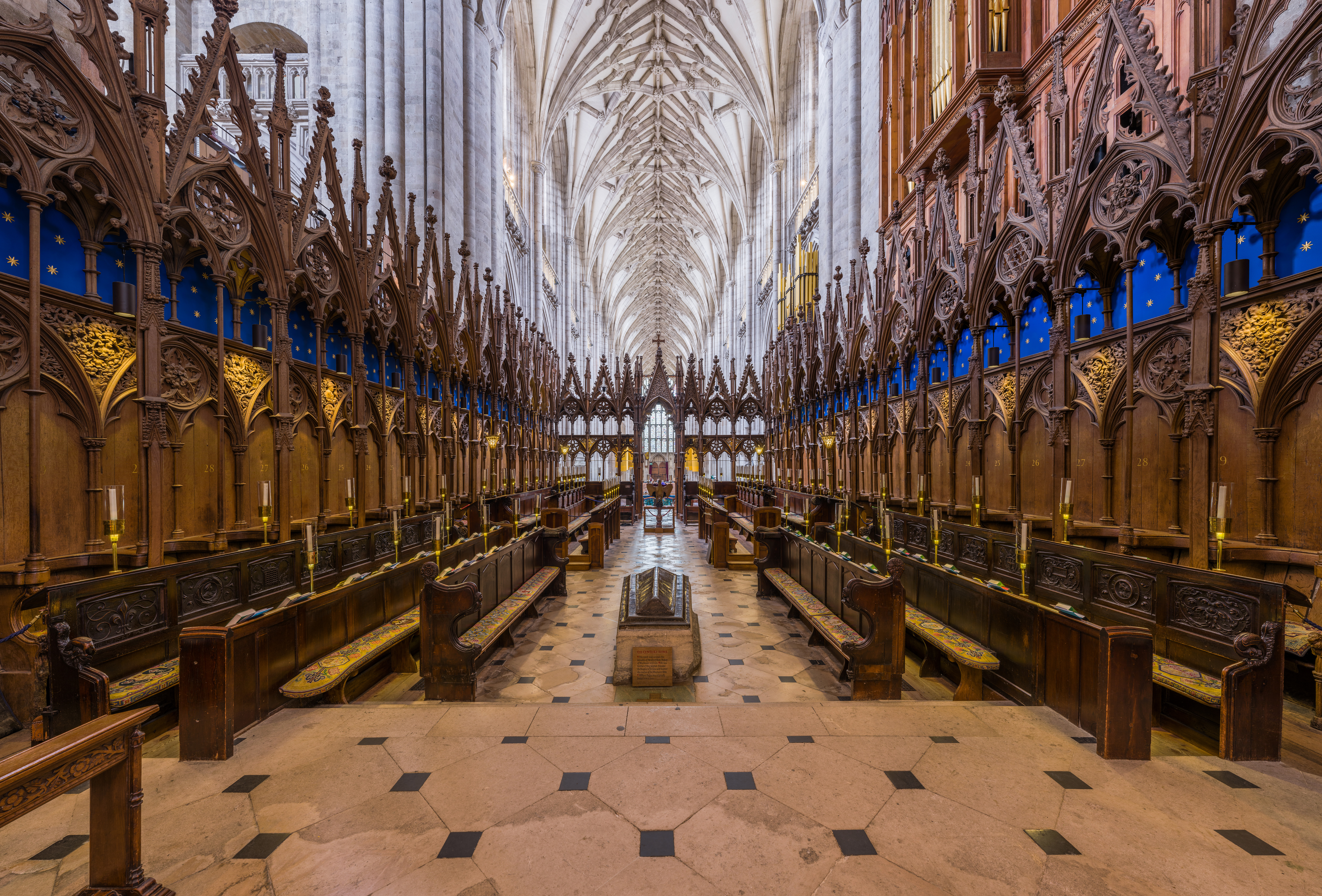
Хоры, вид к западу
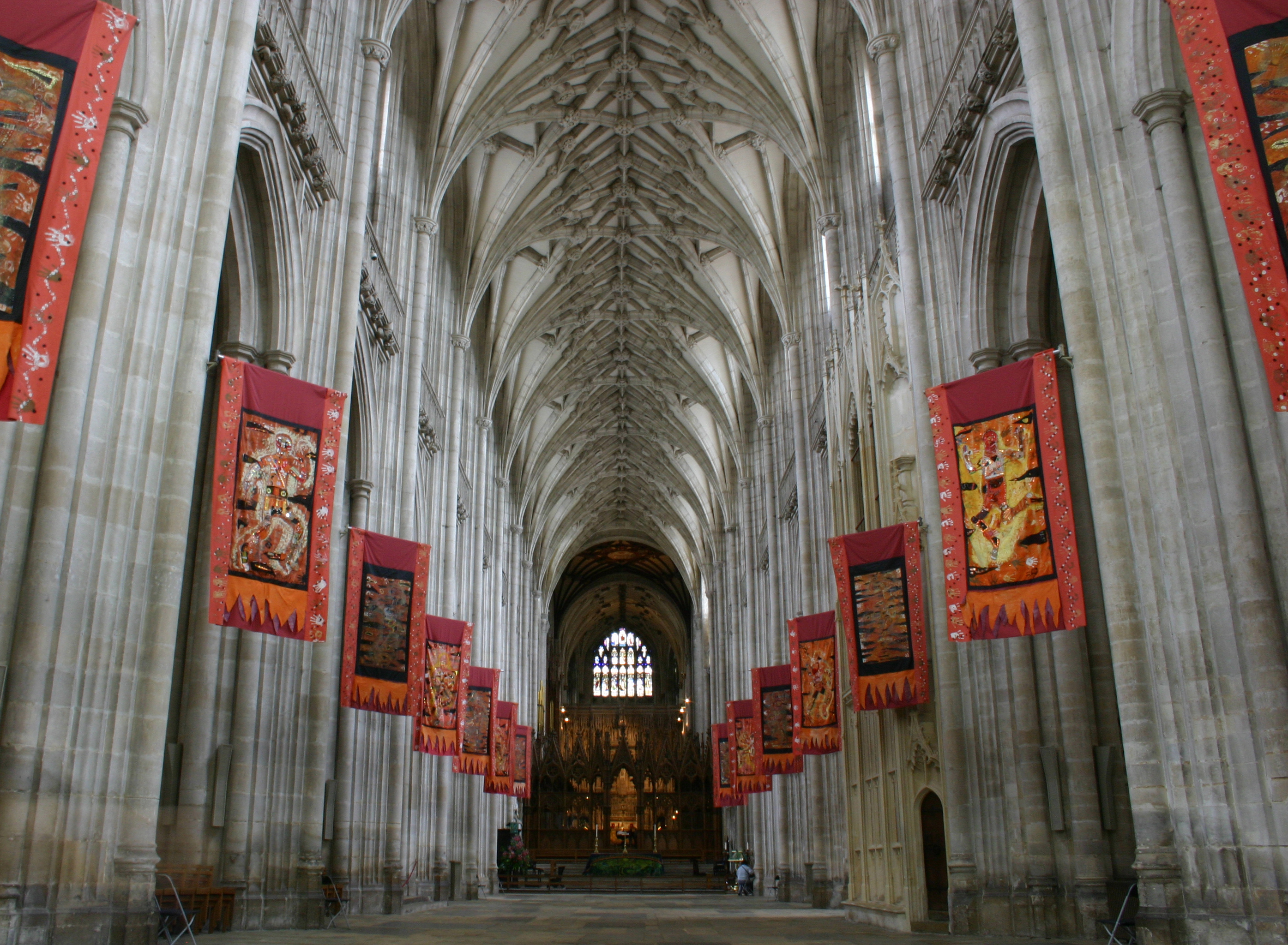
Флаги в нефе
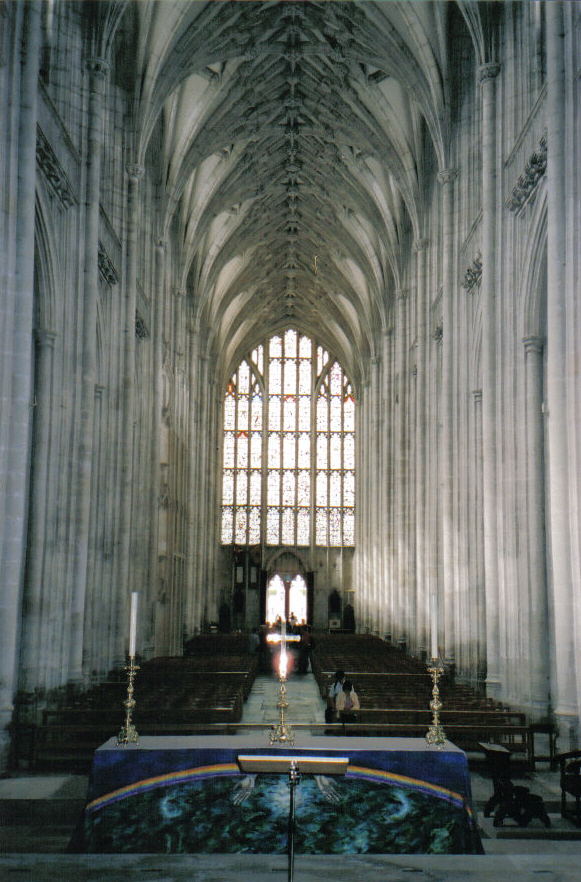
Неф
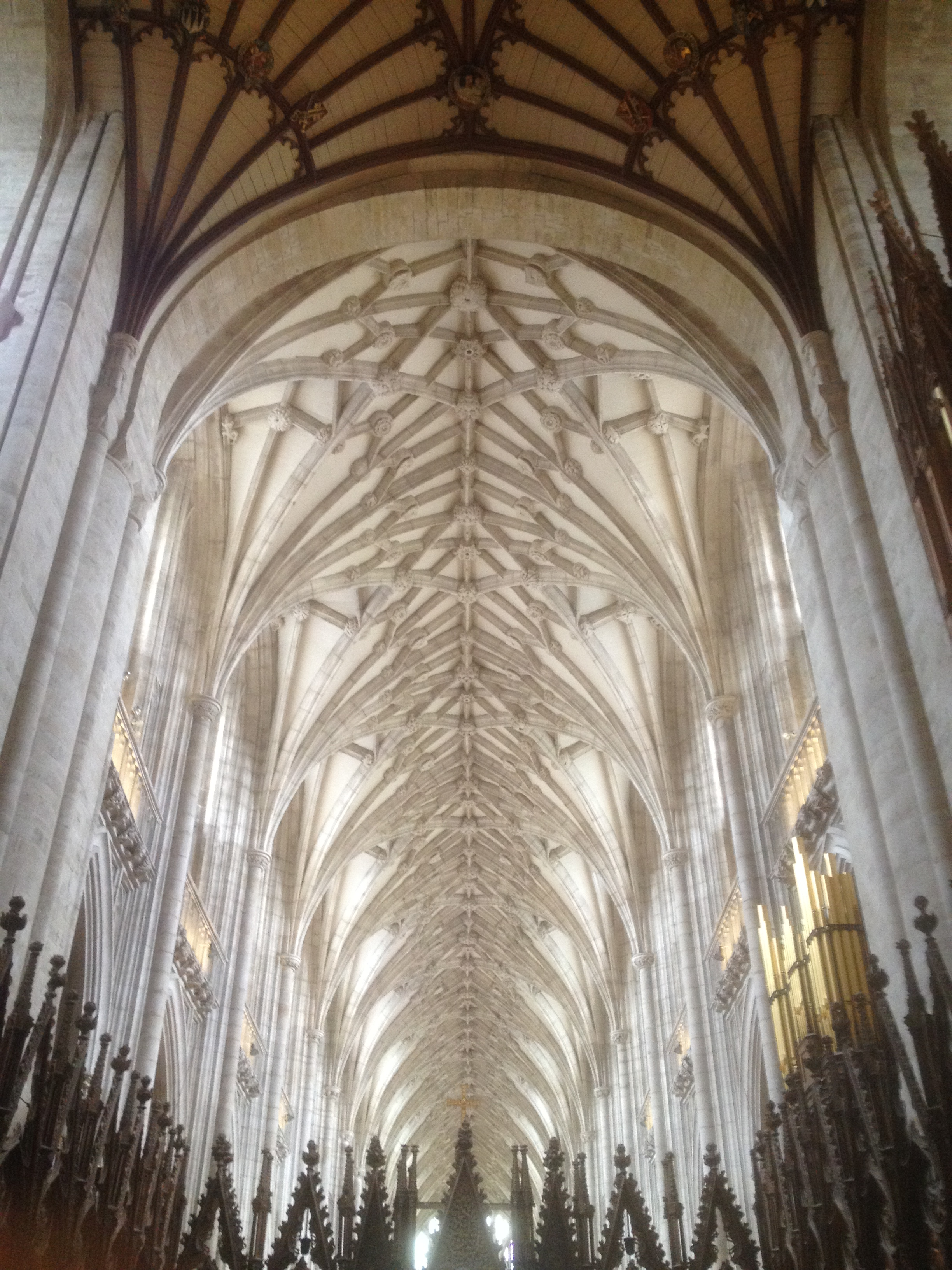
Своды нефа
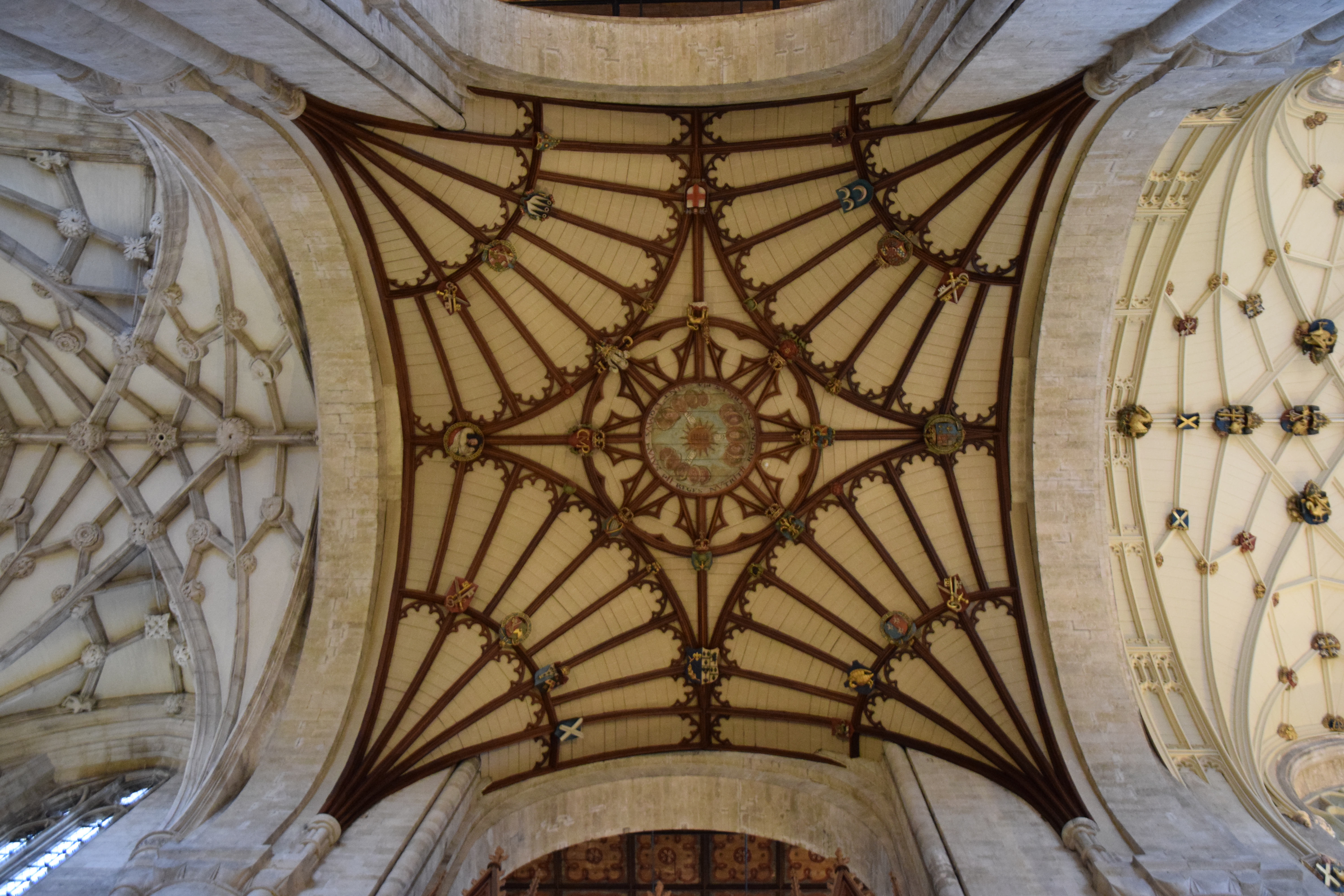
Деревянный веерный свод на средокрестии

Нормандская преграда была разобрана по ветхости и заменена в 1637-40 годах новой по проекту Иниго Джонса в классическом стиле, с бронзовыми скульптурами Якова I и Карла I в нишах (скульптор Юбер Лесюэр, 1580—1658). Как чужеродная средневековой церкви, эта преграда была убрана в 1820-е, и её центральная часть с аркой теперь выставлена в Музее археологии и антропологии Кембриджского университета (англ. Museum of Archaeology and Anthropology, University of Cambridge). Неоготическую преграду из камня в стиле западного портала нефа в числе прочих реставраций спроектировал и построил Уильям Гарбетт.
Эта преграда была в свою очередь разобрана в 1870-х годах и заменена деревянной по проекту сэра Джорджа Гилберта Скотта, который вдохновлялся балдахинами на мизерикордиях. Эту работу сильно критиковали, хотя она в улучшенном виде воспроизводит обращённые к востоку мизерикордии начала XIV века, обратной стороной которых она является. Статуи Стюартов переместили к западному концу нефа в ниши по обе стороны двери. Также Скотт переместил аналой к северной стороне хоров близ кафедры, обратив его лицом на запад, и в таком положении аналой оставался столетие, после чего его переставили посередине, обратив к востоку.

### XX век

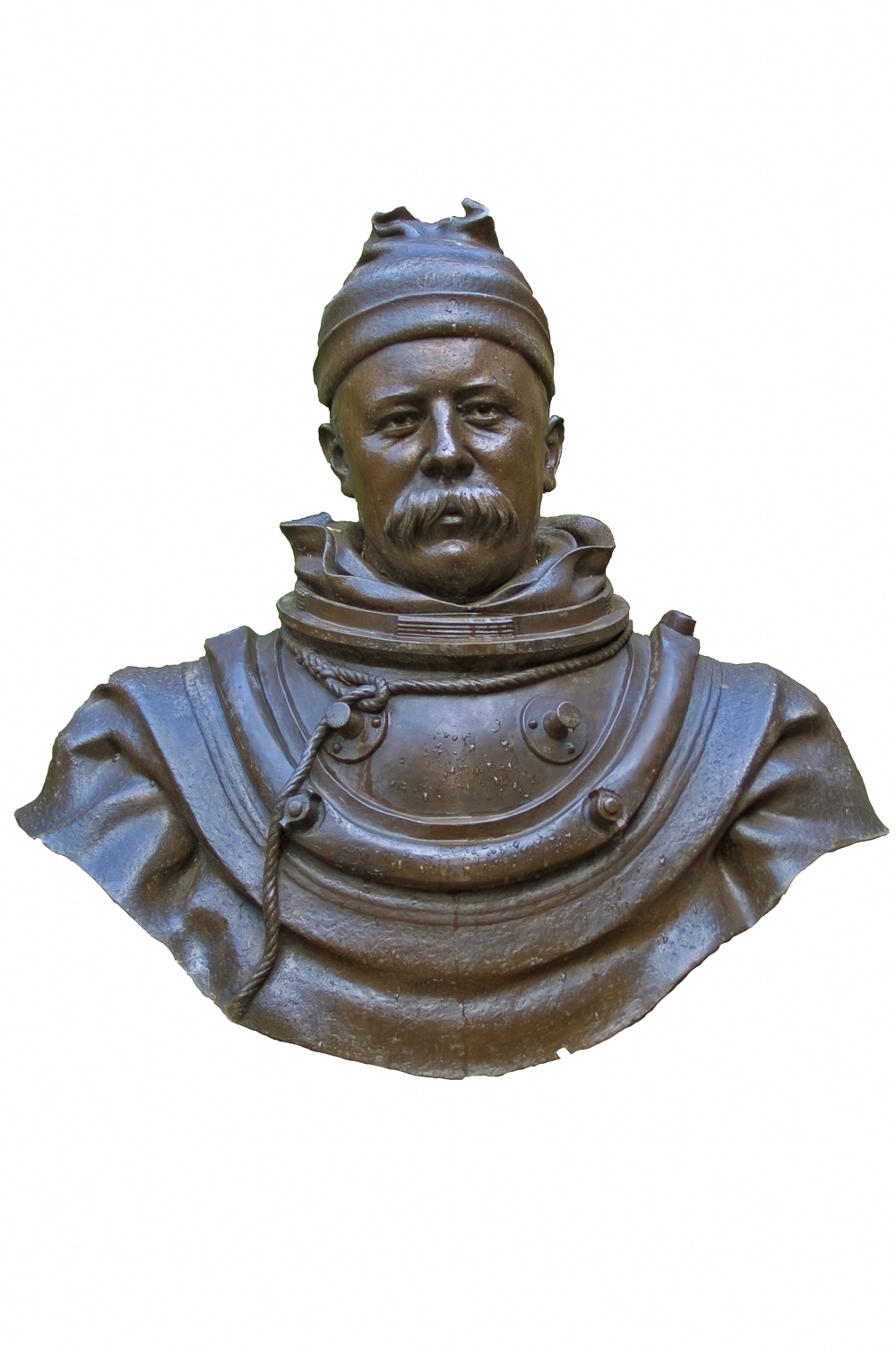
Бюст водолаза Уильяма Уокера

Первая реставрация в XX веке под руководством Т. Дж. Джексона проходила в 1905-12 годах, когда был укреплён затопленный фундамент южной и западной стен. Водолаз Уильям Уокер (англ. William Walker (diver)) (1869—1918) один, работая по 6 часов в день с 1906 по 1912 год в темноте и на глубинах до 20 футов (6 м), заложил в фундамент более 25 000 мешков бетона, 115 000 бетонных блоков и 900 000 кирпичей. Считается, что он таким образом спас собор от полного обрушения и за эту работу был удостоен креста Королевского Викторианского ордена. Уокер умер в 1918 году от испанки.
В 1931 году новый настоятель Гордон Селвин (англ. Gordon Selwyn) (1885—1959) основал общество Друзей Уинчестерского собора. Основным предназначением его было реализовывать проекты реставрации, которые сочтут нужными настоятель и капитул. В первую очередь Селвин решил установить электрическое освещение и улучшить отопление и озвучивание. Смета на освещение и отопление составила £10 000, работы завершены в 1938 году местной фирмой «Dicks & Sons» под руководством Джени Дикс. Для замены газового освещения на хорах электрическим потребовалось провести кабели через крипту, перезахоронив некоторые саркофаги, в частности, немного сдвинули гроб Джейн Остин. В то же время Селвин подрядил Луизу Песел изготовлять новые текстильные украшения интерьера. Вместе с Сивиллой Блант они разработали рисунки и обучили вышивальщиц, которые завершили работу к 1936 году. Она была профинансирована Друзьями собора, сделано 360 подушек под колени, 96 мешков для сбора подаяния, 36 больших подушек, коврик на кафедру проповедника, для епископа: подушку для коленопреклонений, три подушки для трона и подушку для книг, 6 больших сидений для певчих, 2 подушки на лавки хористам, в общей сложности 18 ярдов в пяти рядах общих подушек под колени и 25 — для членов капитула. Вышивки живописали историю собора до 1936 года.
В июле 1934 года прошёл «Фестиваль музыки и драмы», проведённый при поддержке Друзей собора для того, чтобы облегчить запланированный сбор £6000 для освещения и отопления. На нём представили специально написанную пьесу «Женитьба Генриха IV», музыкальную программу, готовые к тому времени работы вышивальщиц и выставку книг из соборной библиотеки. В том же году вышла написанная Селвином книга «История Уинчестерского собора».
Как и большинство англиканских церквей, с марта 2006 года собор взимает за посещение плату, при этом годовой абонемент стоит столько же, сколько разовый билет.

## Памятники и предметы искусства

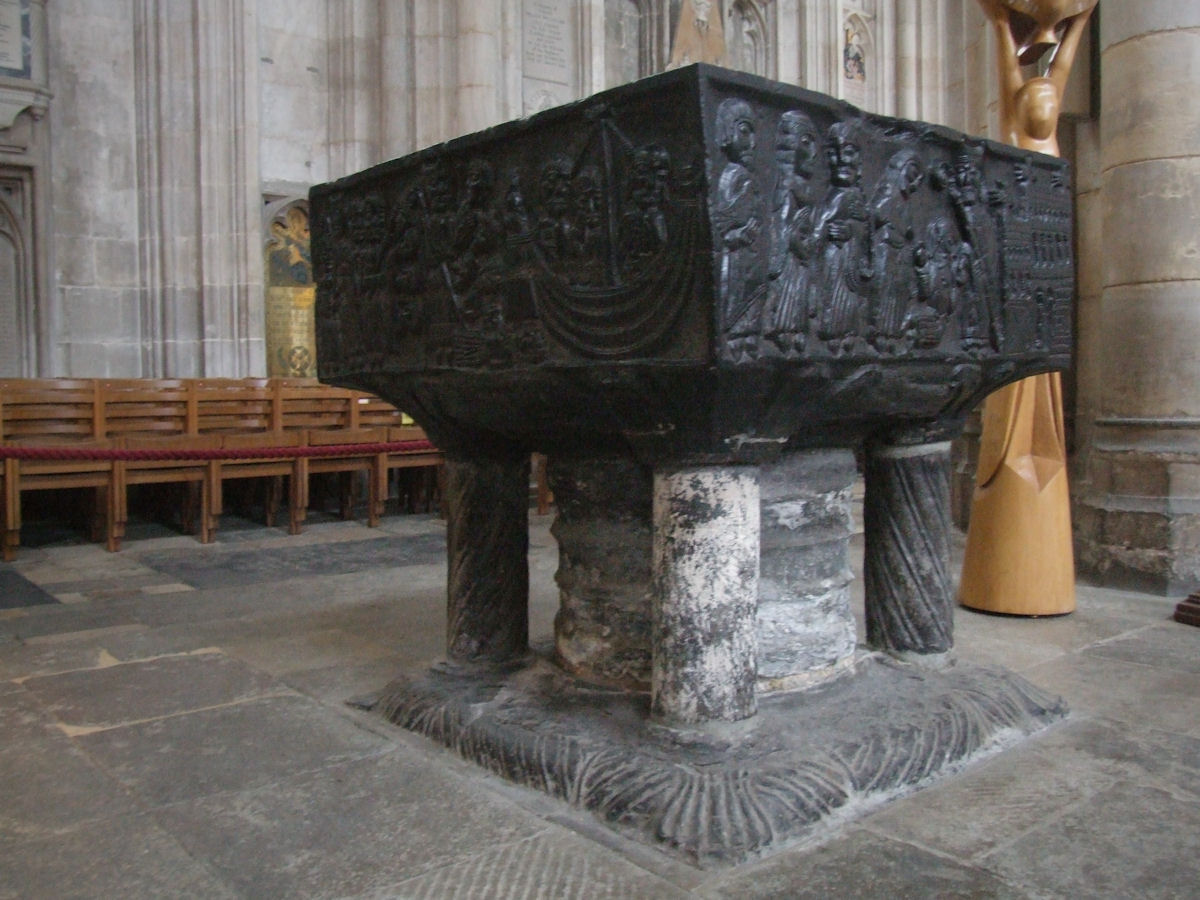
Турнейская купель, ок. 1160-70

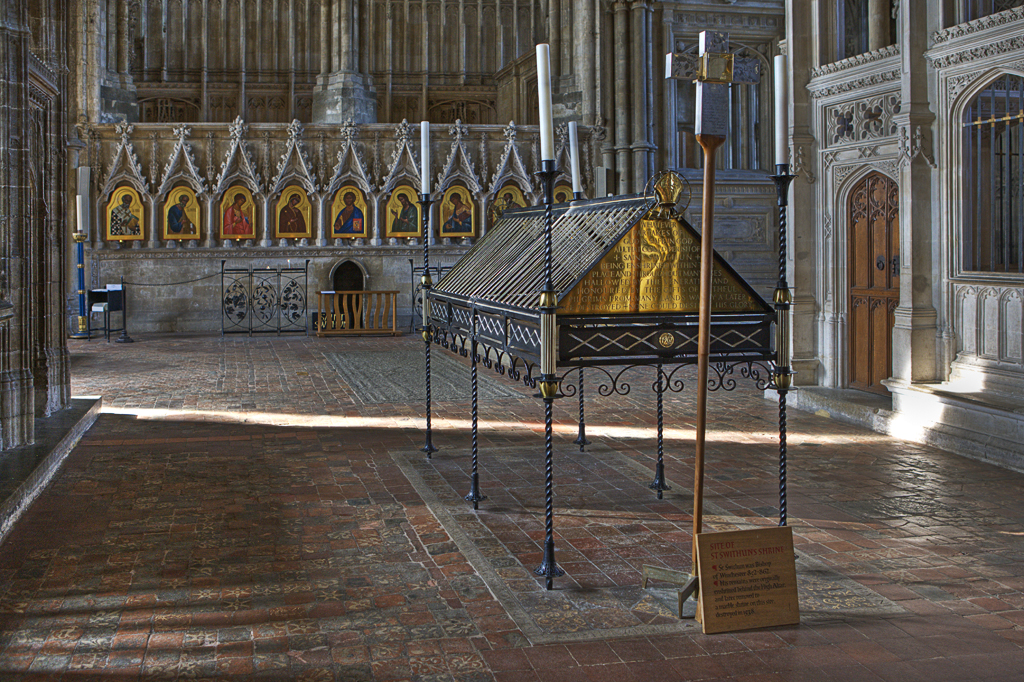
Новая гробница св. Свитуна и иконостас Фёдорова

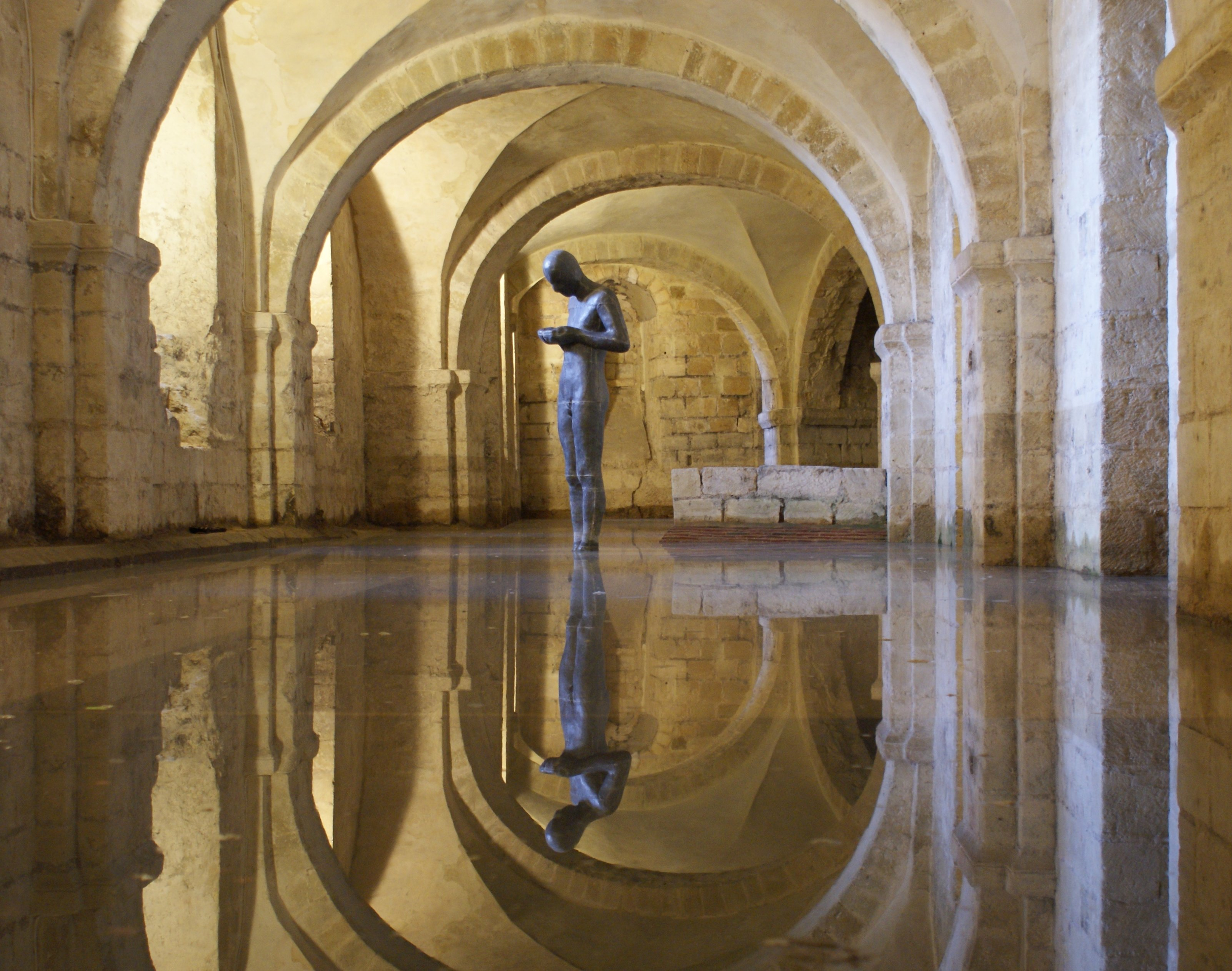
«Sound II», скульптор Энтони Гормли, в затопленной крипте

- В южном трансепте находится «Капелла рыбаков»[прим. 19], где похоронен писатель Исаак Уолтон (†1683), автор книги «Искусный рыболов»[прим. 20], друг и биограф Джона Донна[42].
- В нефе висит судовой колокол с корабля Его Величества «Железный герцог»[прим. 21] (1912), флагмана адмирала Джона Джеллико в Ютландском сражении (1916)[43].
- Памятник Жанне д’Арк был воздвигнут в 1923 году после того, как она была канонизирована в 1920. Статуя размещена по диагонали от капеллы кардинала Бофорта, влиятельной фигуры в английской политике в то время. Его даже ошибочно называют председателем суда над Жанной в Руане в 1431 году, но в действительности допросами руководил епископ Бове Пьер Кошон[44].
- В крипте, которая часто затапливается грунтовыми водами, в 1986 году установлена статуя «Sound II»[прим. 22] (скульптор Энтони Гормли). Склонив голову, скульптура созерцает воду в сложенных пригоршней ладонях[45][46].
- В ретрохоре находится памятник водолазу Уильяму Уокеру, занимавшемуся в 1906—1911 годах укреплением затопленного фундамента и спасшему здание от разрушения, а рядом с рефекторием во дворе собора ему установлен бюст[37].
- Девять икон были установлены в 1992—1996 годах в преграде ретрохора, в которой некоторое время после тюдоровской секуляризации, сопровождавшейся уничтожением мощей, хранились мощи св. Свитуна. Иконы в стиле русского православия написаны Сергеем Фёдоровым, среди образов — св. Свитан и св. Бирин[47].

### Витражи

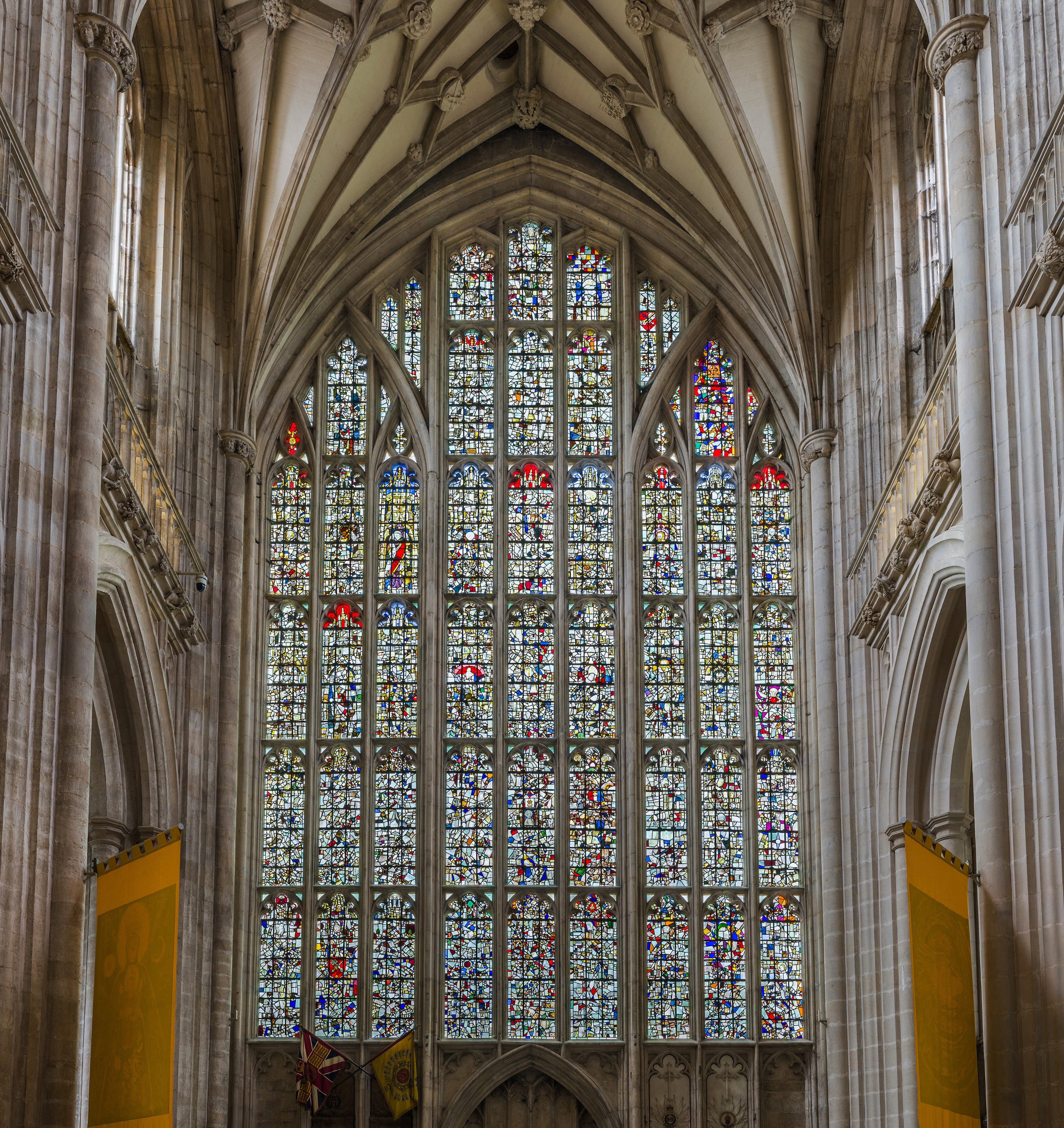
Витраж Западного окна

Огромный средневековый витраж Западного окна разбит войсками Кромвеля после начала гражданской войны в 1642 году. После реставрации Стюартов в 1660 году стёкла собрали в совершенном беспорядке, и лишь отдельные небольшие участки окна содержат сколько-нибудь осмысленные фрагменты изображений. Часть осколков попала в музей в Австралии, их можно опознать по характерному оттенку синего цвета, который больше нигде, кроме Уинчестерского собора, не встречается.
В капелле Богоявления витражи прерафаэлитские, изготовленные по рисункам Эдварда Бёрн-Джонса в мастерской Уильяма Морриса.

### Крест Ноулса
Крест в капелле Ангелов-хранителей, освящённый 13 июля 2001 года, изготовлен по проекту Джастина Ноулса из небесно-голубого стекла чешским стеклодувом Яном Фридрихом.

## Колокола
Собор располагает единственной в мире звонницей из 14 колоколов в диатонической гамме. Тенор весит 36 центнеров (1830 кг). Нижние 12 колоколов отлиты фирмой «John Taylor & Co» в 1937 году, в 1992-м к ним прибавлены две ступени сверху и 4♯ (диез 4-й ступени) из Уайтчепельской Колоколитни. Также имеется колокол 8♭ (бемоль 8-й ступени), отлитый в 1621 году Энтони Бондом.

## Орган

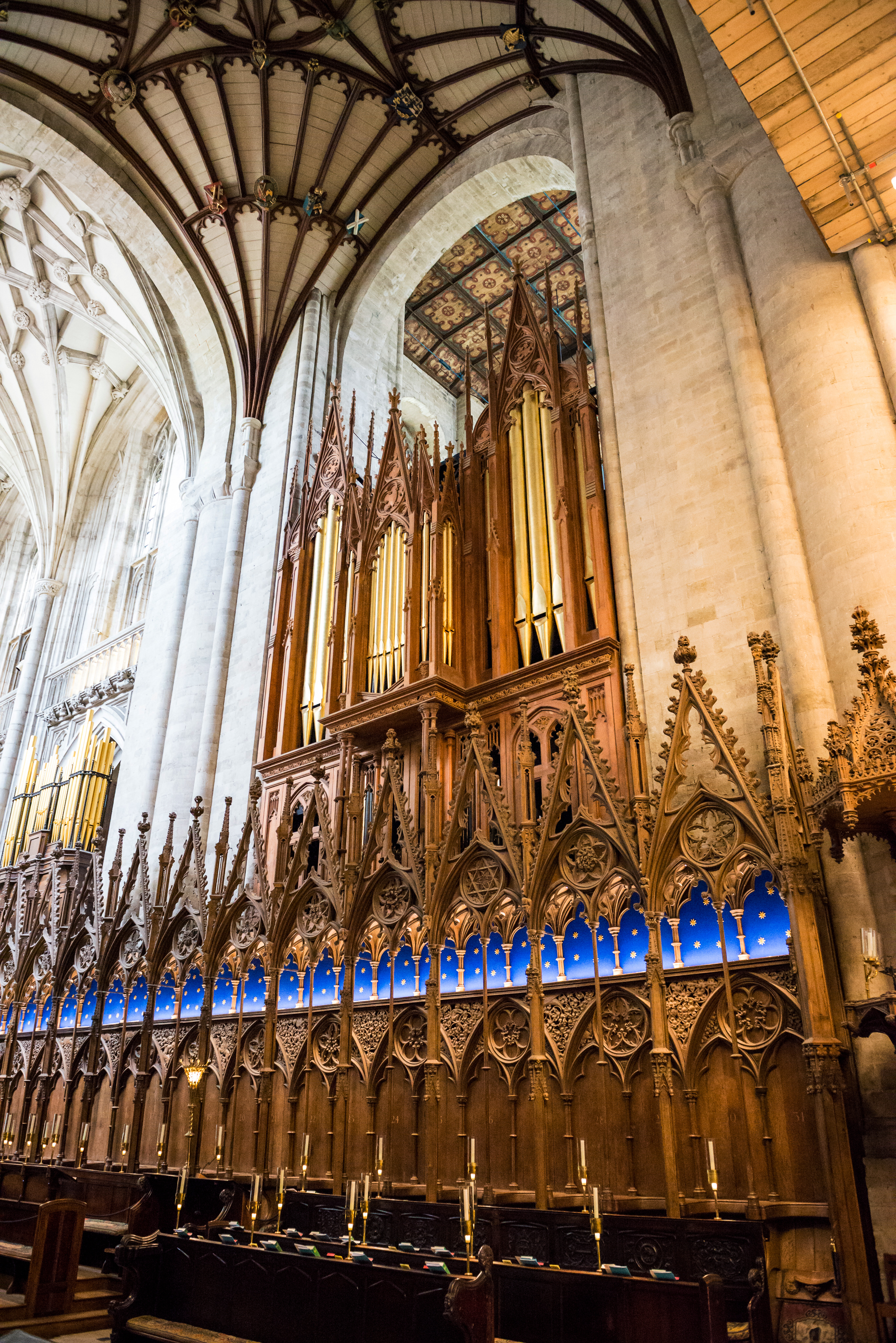
Орган собора

Первый известный по источникам орган Уинчестерского собора датируется X веком, он содержал 400 труб и был слышен во всём городе . Первый известный органист — Джон Даер (1402 год).
Современный орган Henry Willis & Sons был крупнейшим духовым органом на Всемирной выставке 1851 года. Тогдашний соборный органист Сэмюэл Себастьян Уэсли (англ. Samuel Sebastian Wesley) рекомендовал его приобрести; несколько уменьшив, его установили в соборе в 1854 году, модифицировали в 1897 и 1905 годах, а в 1937 и 1986-88 годах его полностью перестраивали Harrison & Harrison. Среди уинчестерских органистов — Кристофер Гиббонс (англ. Christopher Gibbons), под чьим патронажем шло возобновление церковной музыки после междуцарствия; Сэмюэл Себастьян Уэсли, сочинитель духовной музыки, и Мартин Неари (англ. Martin Neary), музыкальный распорядитель на похоронах принцессы Дианы.

## Собор в культуре
Множество туристов посещает Уинчестерский собор из-за того, что в северном боковом нефе похоронена Джейн Остин, умершая в Уинчестере 18 июля 1817 года. Надпись на камне, впрочем, не говорит ничего о том, что под ним покоится крупный английский писатель, и лишь установленная позже латунная табличка сообщает, что она была «известна многим своими произведениями» (англ. known to many by her writings). Также в соборе имеется мемориальный витраж Джейн Остин.
В детстве в Уинчестере три года провёл другой английский романист Энтони Троллоп, образы города и собора отразились в его «Барсетширских хрониках».
Здание собора использовалось в качестве съёмочной площадки для многих кинофильмов. В 2005 году собор сыграл роль Вестминстерского аббатства в ряде сцен фильма «Код да Винчи», при этом северный трансепт использовался постановщиками в качестве Ватикана. После этого в соборе были организованы дискуссии и выставки, посвящённые развенчанию книги.
Возможно, Уинчестерский собор — единственный, которому посвящены популярные песни. «Winchester Cathedral (song)» (1966, The New Vaudeville Band) входила в десятку хитов Соединённого Королевства, а в США стала лучшей песней группы. Эту песню исполняли: Фрэнк Синатра, Диззи Гиллеспи, The Shadows, и др. В СССР эта песня была известна в исполнении оркестра Джеймса Ласта. В качестве музыкального фона, она часто использовалась в различных телепередачах. Ливерпульская группа Clinic в 2004 году выпустила альбом Winchester Cathedral.

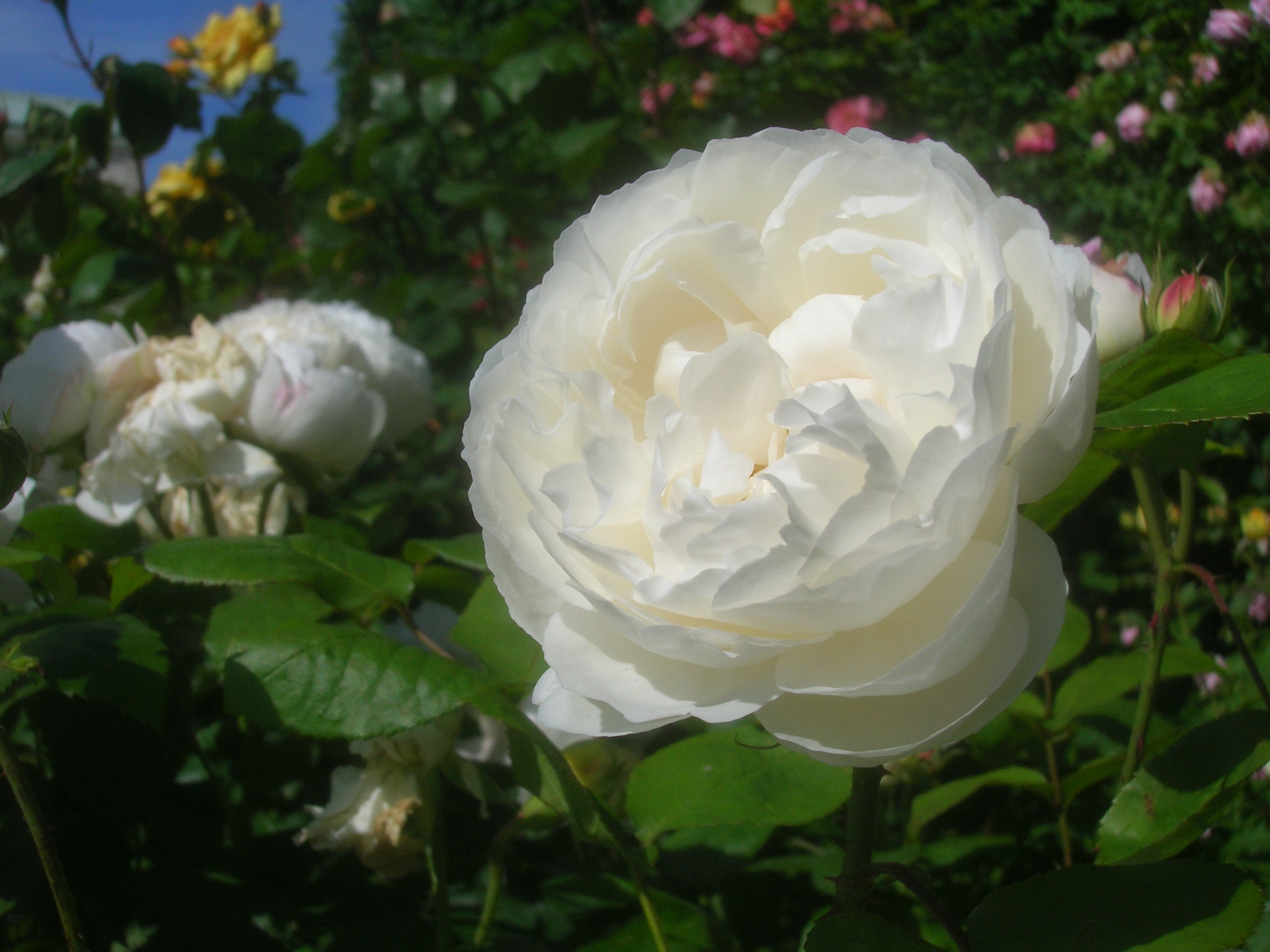
Роза «Winchester Cathedral»

Розовод Дэвид Остин в 1984 году представил культивар «Winchester Cathedral» — мутантный экземпляр сорта «Mary Rose».
Уинчестерский собор является начальной точкой пешего маршрута «Путь святого Свитуна» длиной 34 мили (55 км), открытого в 2002 году в ознаменование 50-летия правления Елизаветы II.
Собор и его окрестности многажды появляются в сериале «Корона» (с 2016, Нетфликс). Интерьер собора играл роль как Вестминстерского аббатства (похороны лорда Маунтбеттена в четвёртом сезоне), так и собора св. Павла (похороны сэра Уинстона Черчилля в третьем сезоне, репетиция свадьбы и свадьба принца Чарльза и леди Дианы Спенсер в четвёртом сезоне).

## Погребения

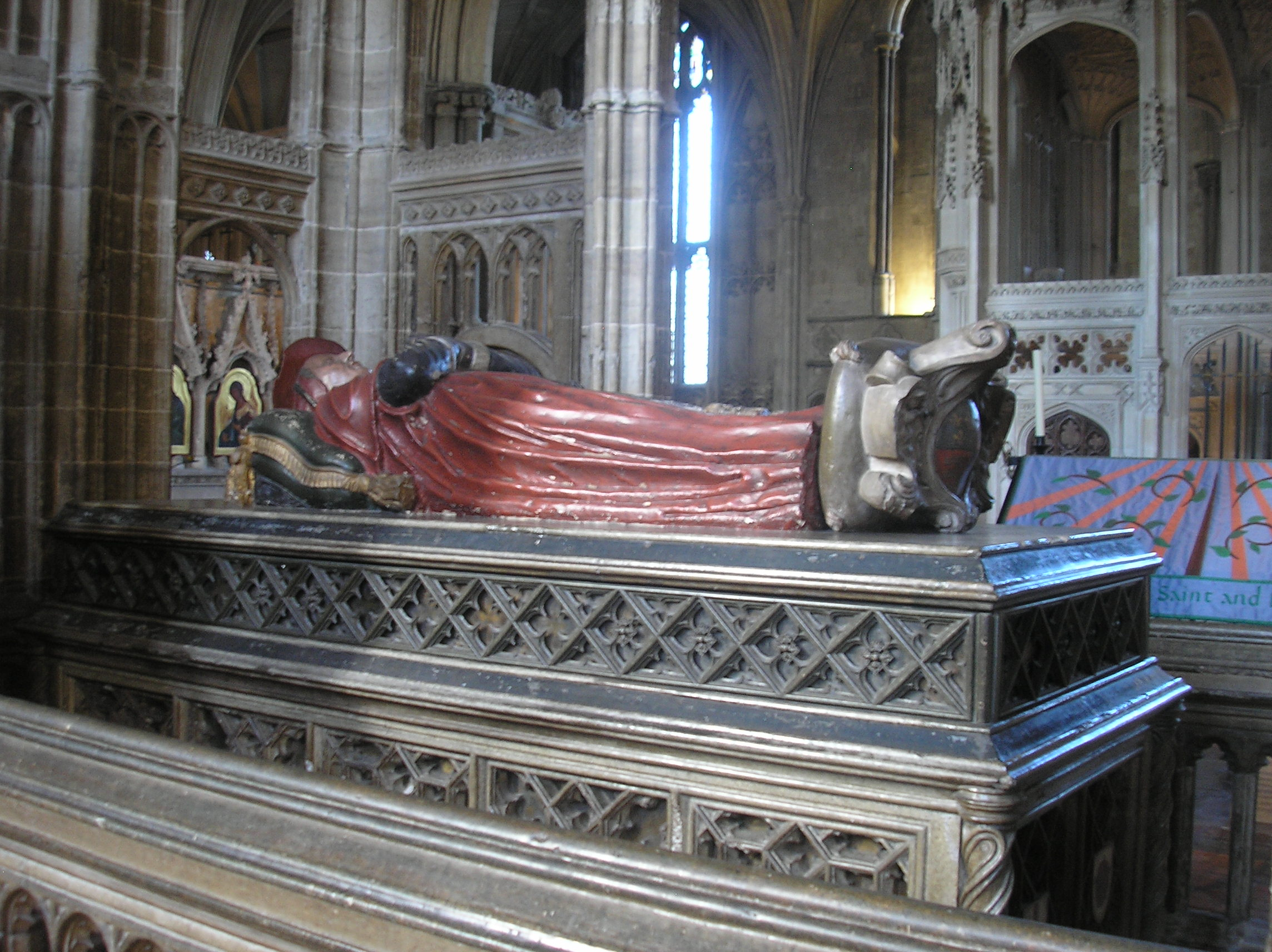
Могила кардинала Бофорта

### В могилах
- Святой Бирин
- Уоклин (англ. Walkelin), первый нормандский епископ Уинчестерский (1070—1098)
- Генрих Блуаский (он же Генрих Уинчестерский), аббат в Гластонбери (1126—1129) и епископ Уинчестерский (1129—1171)
- Ричард из Ильчестера (англ. Richard of Ilchester), епископ Уинчестерский (1173—1188) государственный деятель
- Годфри де Люси (англ. Godfrey de Luci), епископ Уинчестерский (1189—1204)
- Пьер де Рош, епископ Уинчестерский (1205—1238) и главный юстициарий Англии (1213—ок. 1215)
- Генри Бофорт (1375—1447), кардинал и епископ Уинчестерский, Лорд-канцлер Англии при Генрихе V и Генрихе VI, признанный побочный сын Джона Гонта
- Исаак Уолтон (1593—1683), автор «Искусного рыболова»
- Джон Эктон (англ. John Ecton), †1730[69]
- Джейн Остин (1775—1817)[70]

### В «погребальных сундуках»
- Короли Уэссекса:
  - Кинегильс (611—643)
  - Кенвал (643—672)
  - Эгберт (802—839)
  - Этельвульф (839—856)
- Короли Англии
  - Эдред (946—955)

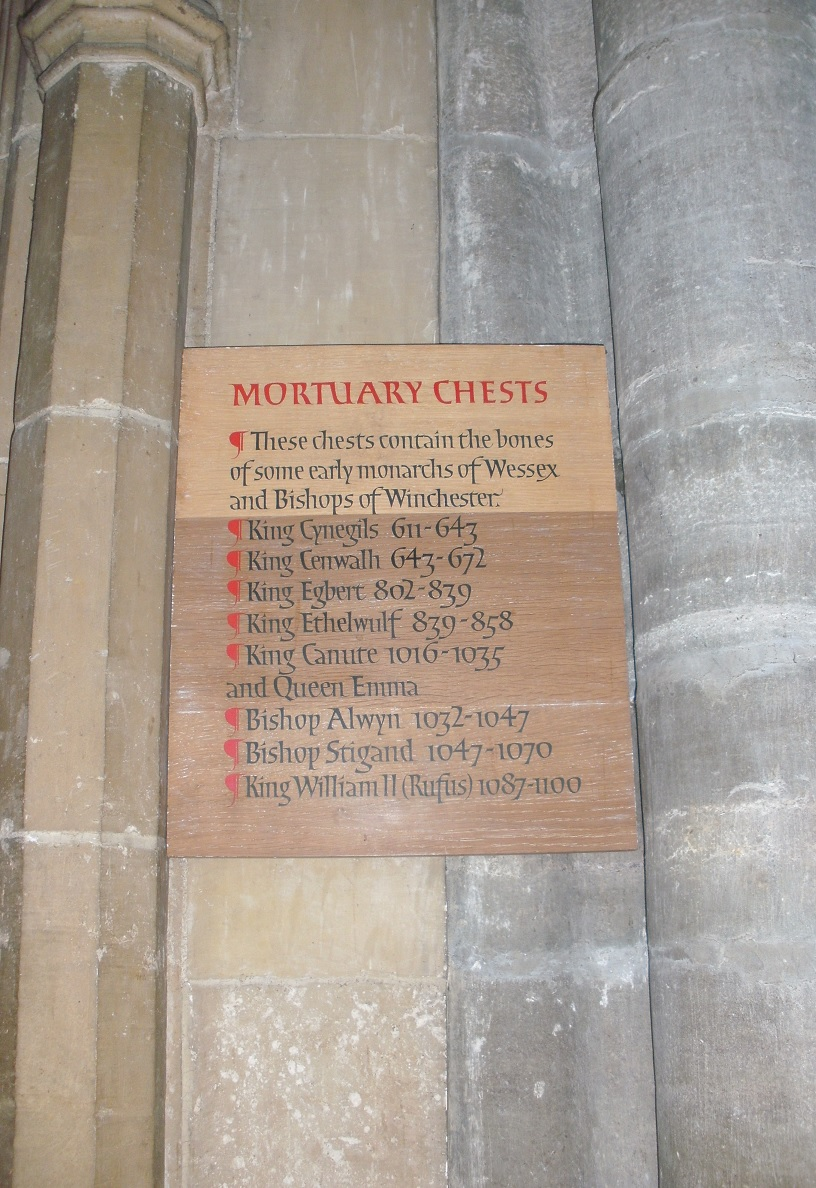
Список «погребальных сундуков»

  - Эдвиг (955—959), позднее также и король Уэссекса
  - Кнуд Великий (1016—1035), также король Дании и Норвегии[12]
  - Эмма Нормандская, жена Кнуда и Этельреда II[12]
  - Вильгельм II Рыжий (1087—1100) — находится в сундуке, а не в обычно приписываемой ему могиле (которая, вероятно, принадлежит Генриху Блуаскому, брату короля Стефана[источник не указан 1665 дней]
  - Хардекнуд (1040—1042), также король Дании[12]
- Стиганд, последний англосаксонский архиепископ Кентерберийский (†1072)

Также один из сундуков подписан именем короля Эдмунда, о котором ничего более не известно. Это может быть Эдмунд Железнобокий (1016), но он, согласно большинству источников, в том числе Англосаксонской хронике, похоронен в Гластонбери.

### Были похоронены в Уинчестере
- Эдуард Старший, король Англии (899—924) — перезахоронен в Хайдском аббатстве
- Альфред Великий, король Уэссекса (875—899) — перезахоронен сначала из Старого Минстера в новом соборе, потом в Хайдском аббатстве